# هنري إي. أليسون
هنري إي. أليسون (بالإنجليزية: Henry E. Allison)‏ هو فيلسوف أمريكي، ولد في 25 أبريل 1937.